# 9229 Matsuda
9229 Matsuda este un asteroid din centura principală, descoperit pe 20 februarie 1996, de Kin Endate și Kazuo Watanabe.